# Ï
Ï, o ï, és un caràcter que representa una lletra d'algunes variants de l'alfabet llatí, com una lletra I amb umlaut o dièresi.
En afrikaans, català, neerlandès, francès, i gallec aquest caràcter es fa servir 
per marcar que parelles de vocals que normalment formarien un diftong han de pronunciar-se com a síl·labes separades, exemples: raïm, incloïa, Ucraïna, Montuïri, Montjuïc.
En la transcripció de llenguatges amazònics, ï representa la vocal tancada central no arrodonida [ɨ].